# Atokoligbé
Atokoligbé ist ein Ort und ein Arrondissement im Departement Collines im westafrikanischen Staat Benin. Es ist eine Verwaltungseinheit, die der Gerichtsbarkeit der Kommune Bantè untersteht.

## Demografie und Verwaltung
Gemäß der Volkszählung 2013 des beninischen Statistikamtes INSAE hatte das Arrondissement 12.863 Einwohner, davon waren 6306 männlich und 6557 weiblich.
Von den 49 Dörfern und Quartieren der Kommune Bantè entfallen sieben auf Atokoligbé:
1. Agbon
2. Aloba
3. Atokolibé
4. Malomi
5. Odjogbilè
6. Oguédé
7. Okouta-Oro